# 槐树湾乡
槐树湾乡，是中华人民共和国安徽省六安市金寨县下辖的一个乡镇级行政单位。

## 行政区划
槐树湾乡下辖以下地区：
槐树湾村、兴田村、板棚村、板堰村、万冲村、响山寺村、杨桥村、双石村、码头村和长冲村。